# AEL (motorfiets)
AEL is een historisch Brits merk van motorfietsen.
AEL stond voor: A.E. Lynes & Co. Ltd., Coventry.
Arthur Edward Lynes had een handel in rijwielen, onderdelen en accessoires aan Moor Street in Coventry en een winkel aan High Street.
Van 1919 tot 1924 verkocht hij ook "AEL" motorfietsen met Villiers-, JAP- en Blackburne-inbouwmotoren. Omdat er voornamelijk tweetakten werden gemaakt, zijn de Villiers (tweetakt) motoren waarschijnlijk het meest toegepast.
Lynes gaf alleen zijn naam aan deze motorfietsen, ze werden bij verschillende motorfietsfabrikanten in Coventry geassembleerd.